# Бородаевские
Бородаевские — старинный русский дворянский род.
Согласно летописным свидетельствам, история рода этой фамилии восходит к началу XVIII века и берёт своё начало от сотника Иосифа Ивановича Бородаевского.
Губернским дворянским депутатским собранием род Бородаевских был записан в первую часть дворянской родословной книги Харьковской губернии Российской империи и был утверждён Герольдией Правительствующего Сената в древнем (столбовом) дворянстве.
Резолюцией Временного Присутствия Герольдии, состоявшегося 5 Июня 1844 года, и определением Правительствующего Сената, по Департаменту Герольдии, состоявшимся 23 Августа 1851 года, утверждены постановления Курского Дворянского Депутатского Собрания, от 28 Февраля 1841 года и 9 Июля 1848 года, о внесении Полковника Осипа Осиповича Бородаевского, с женой его Екатериной Павловной и детьми их: Николаем, Сергеем, Валерианом и Варварой, во вторую часть Дворянской родословной книги.

## Описание герба
Щит рассечён. В правой лазоревой части золотой меч вертикально остриём вверх. В левой серебряной части лазоревая перевязь слева, сопровождаемая вверху и внизу двумя горящими гранатами.
Над щитом дворянский коронованный шлем. Нашлемник — три страусовых пера: среднее лазоревое, правое золотое, левое серебряное. Намёт справа лазоревый с серебром, слева лазоревый с золотом. Герб записан в Часть XX Общего гербовника дворянских родов Всероссийской империи, страница 105.